# The Burning (Rick Wakeman)
The Burning is een muziekalbum van Rick Wakeman.
Wakeman had al enige ervaring met het schrijven van filmmuziek, zie White Rock, maar dit was zijn eerste muziek bij een commerciële film. Het album bevat delen van de filmmuziek, maar ook Wakemans bewerkingen van zijn eigen muziek; het album valt dus in twee delen uiteen. De opnamen vonden plaats in Dougleston (New York), The Workshoppe Recording Studios. Wakeman’s commerciële aanleg was gering; hij schatte de film als slecht in en vroeg een vast bedrag, terwijl hem ook een bepaald percentage van de winst van de film was aangeboden. De film werd een kaskraker in Japan.

## Musici
The Wakeman Variations (track 1-4)
- Rick Wakeman – toetsinstrumenten
- Alan Brawer – gitaar
- Kevin Kelly – basgitaar
- Maike Braun – slagwerk

The music of the film (track 5-11)
- Rick Wakeman – toetsinstrumenten
- Mike Gareau – gitaar (8 en 9)
- Arlen Roth – gitaar (8 en 9)
- Ronnie Lawson – piano (8 en 9)
- Kevin Kelly – basgitaar (8 en 9)
- Liberty DeVito – slagwerk (8 en 9)

## Nummers
Allen van Wakeman, behalve waar aangegeven

| Nr. | Titel                            | Duur |
| --- | -------------------------------- | ---- |
| 1.  | Theme from The Burning           |      |
| 2.  | The chase continues (Po’s plane) |      |
| 3.  | Variatons on the fire            |      |
| 4.  | Shear, terror and more           |      |
| 5.  | The Burning (end title theme)    |      |
| 6.  | The campfire story               |      |
| 7.  | The fire                         |      |
| 8.  | Doin’ it                         |      |
| 9.  | Devil’s creek breakdown          |      |
| 10. | The chase                        |      |
| 11. | Shear, terror                    |      |